# Unione Ginnastica Goriziana 1980-1981
Questa voce raccoglie le informazioni riguardanti la Unione Ginnastica Goriziana, sponsorizzata Tai Ginseng nelle competizioni ufficiali della stagione 1980-1981.

## Roster
Composizione rosa:
- Elvio Pieric
- John Laing
- Roscoe Pondexter
- Alberto Ardessi
- Roberto Premier
- Moreno Sfiligoi
- Davide Turel
- Livio Valentinsig
- Claudio Antonucci
- Rino Puntin
- Marco Campestrini
- Pierluigi Bianco
- Steve Hayes